# مرسدس باس
مرسدس باس (نام خانوادگی پیش از ازدواج: توکلی، زادهٔ ۱۰ آوریل ۱۹۴۴) نیکوکار و معاشر ایرانی-آمریکایی است که در نیویورک، اسپن، کلرادو و فورت ورث فعالیت دارد. وی از حامیان تالار اپرای متروپولیتن نیویورک و متولیان انستیتو اسپن و آکادمی آمریکایی در رم است.

## اوایل زندگی
مرسدس توکلی در سال ۱۹۴۴ میلادی در خانواده‌ای مرفه در تهران زاده شد. وی تحصیلاتش را در انگلستان به اتمام رساند. وی لیسانس خود را در امور بازرگانی از دانشگاهی در سوئیس دریافت کرد. باس پدرش را در دوران طفولیت از دست داد. مادرش سروره توکلی بعدها با تاجر ایرانی ابوالحسن دیبا ازدواج کرد. دیبا پسر ضل‌الله خان وکیل‌الملک و شاهزاده قاجاری نجم‌السلطنه و از اقوام شهبانوی سابق ایران فرح پهلوی بود. وی همچنین برادر ناتنی نخست‌وزیر سابق ایران محمد مصدق بود.

## امور خیریه
باس به عنوان نایب رئیس هیئت امناء و کمیته اجرایی شرکت تالار کارنگی و همچنین مدیر عامل هیئت امناء و هیئت اجرایی اپرای متروپولیتن در شهر نیویورک فعالیت می‌کند. در سال ۲۰۰۸ وی به عنوان مهمان در مت گالا شرکت داشت. در سال ۲۰۰۶ او ۲۵ میلیون دلار به اپرای متروپولیتن اهدا کرد و متعاقباً طبقهٔ بزرگ مرسدس تی باس به افتخار او نامگذاری شد.
او در هیئت مشاوران مدرسه موسیقی اسپن و هیئت امنای موسسه اسپن که هر دو در اسپن، کلرادو مستقر هستند، خدمت می‌کند. او همچنین به عنوان نایب رئیس کمیته اجرایی و عضو هیئت مدیره انجمن ارکسترا سمفونیک فورت ورث در فورت ورث، تگزاس خدمت کرده است و از حامیان مالی این مؤسسه بوده است. او در حال حاضر به عنوان رئیس هیئت مدیره این ارکسترا فعالیت می‌کند.
او به عنوان نایب رئیس کمیته اجرایی و عضو هیئت امنای آکادمی آمریکایی در رم، ایتالیا فعالیت می‌کند. در سال ۲۰۱۳، او ریاست گالای جایزه رم را بر عهده داشت.
در سال ۲۰۱۲، او به کمپین ریاست جمهوری ریک پری کمک مالی کرد. در سال ۲۰۱۴، او مسئول نمایشگاه اسکار دلا رنتا در مرکز ریاست جمهوری جورج دبلیو بوش در دالاس، تگزاس بود. او همچنین به کمیته ملی جمهوری‌خواهان و کارزار ریاست‌جمهوری ۲۰۱۶ دونالد ترامپ کمک مالی کرد.

## زندگی شخصی
او به عنوان دوست و حامی وارث خودروسازی هنری بوهل به آمریکا آمد. همسر اول او، سفیر فرانسیس ال. کلوگ، به عنوان دستیار ویژه وزیران خارجه ویلیام پی. راجرز و هنری کیسینجر خدمت کرد. او با خانواده صاحب غلات کلوگ نسبتی نداشت. آنها زمانی با هم آشنا شدند که کلوگ به عنوان دستیار اجرایی یکی از مقامات سازمان ملل کار می‌کرد. آنها در ۱۲ اکتبر ۱۹۷۲ در ژنو، سوئیس، ازدواج کردند. شهردار ژنو این مراسم را اجرا کرد. اردشیر زاهدی وزیر امور خارجه سابق ایران ساقدوش داماد برای کلوگ و فرستاده شخصی محمدرضاشاه در این مراسم بود.
در ژوئن ۱۹۸۶، در "مجلس رقص سیاه و سفید" که توسط دوک مارلبورو در کاخ بلنهایم برگزار شد، برای اولین بار با میلیاردر تگزاسی سید باس آشنا شد. آنها چندین هفته بعد دوباره در جشن روز باستیل در همپتون ملاقات کردند و او با پرتاب یک رول نان به سمت سید باس توجه او را جلب کرد. در سپتامبر ۱۹۸۶، زمانی که سائو شلمبرگر آنها را دست در دست هم در هتل پلازا آتنی در پاریس دید، رابطه‌شان علنی شد. او از کلوگ طلاق گرفت و در ۱۰ دسامبر ۱۹۸۸ با سید باس در هتل پلازا نیویورک ازدواج کرد. آنها در سال ۲۰۱۱ طلاق گرفتند. پس از طلاق، مالکیت املاک ۲۶ هکتاری آنها در فورت ورث در جاده کرستلاین، خانه آنها در اسپن و اقامتگاهشان در نیویورک به مرسدس باس منتقل شد.